# 청교도 준비론
청교도 준비론(Preparation)은 청교도 신학의 한 분야로 언약신학과 함께 청교도들의 율법이 회심을 하기 위해 반드시 필요한 가르침을 의미한다.
조웰 비키는 그의 저서 청교도의 신학에서 28장에 청교도의 예비은혜교리의 구원론 장에서 저술하였다.
논란의 중심은 청교도의 이 교리가 성경적인가라는 데에 있다.  이러한 논란은 청교도 “준비론”(preparation)과 알미니안주의와 로마가톨릭의 “준비주의”(preparationism)와 용어부터 시작해서 율법의 기능과 구원의 서정에서 중생 전, 또는 중생 후 등의 문제였고 일부 개혁주의적 전통에 있어서 이 교리는 성경적이지 않다는 지적이 있어 왔다. 그러나 이 교리에 대한 잘못된 인식은 현대 신학자들의 오해 및 오류이며 이미 교부시대부터 종교개혁자, 청교도에 이르기까지 성경적 가르침임을 [은혜로 말미암은 준비] 책에 상세히 적혀있다.
1. 용어 구분

알미니안주의와 로마 가톨릭의 “준비주의”(preparationism)
인간이 회심을 위해 준비할 수 있다는 것은, 즉 자신이 선을 행하려고 노력하며 자신을 준비시키며 하나님의 은혜를 받고자 하는 것은 청교도가 아니라 교황주의자와 알미니우스주의자였다. 이들이 주장하는 준비주의는 비록 인간의 본성이 타락으로 인해 모든 부분이 손상되기는 하였으나 하나님의 선재적(先在的)은총(恩寵)으로 자유의지가 부분적으로 회복되었다. 따라서 선재적(先在的)은총(恩寵)을 받은 모든 인간은 하나님의 복음에 동의(同意)하고 믿음으로 나올 수 있다. 따라서 모든 인간은 이 선재적(先在的)은총을 타고 나는데 이 선재적(先在的)은총으로 인해 모든 인간은 구원의 가능성을 가지고 있다.
그러므로 인간은 전적인 자기능력으로 구원을 얻거나 전적으로 무능하여 하나님의 능력으로 구원받는 것이 아니라 선재적(先在的) 은총을 사용하여 믿음을 발휘한 사람은 구원받을 수 있다. 구원은 우선적으로 하나님의 선재적(先在的) 은총이긴 하나 인간의 자유의지(自由意志)에 의한 응답을 통해 이루어진다. 즉 복음적 신인협동(神人協動)으로 가능하다. 구원은 인간 혼자의 일도 아니고 하나님의 단독 사역도 아닌 신과 인간의 협동으로 이루어진다. 구원은 하나님의 선재적 은총(恩寵)과 인간의 공헌(貢獻)으로 이루어진다는 것이다.

청교도 준비론( Preparation )
청교도들은 분명 자신의 자유 의지로 준비시키는 것이 아니라 성령께서 그들의 마음을 말씀으로 깨닫게 하시고 그들을 낮추시는 역사를 통하여 더욱 가난한 심령으로 인도해주시는 것을 준비 교리로 가르쳤다. 청교도들은 성령께서 죄인들의 회심을 위해 일하신다는 것을 믿었다. 특별히 구원은 믿음을 통한 은혜로 말미암는 것이기 때문에 성령께서는 죄인의 마음에 믿음을 일으키기 위해서 역사하신다. 이러한 성령의 일하심이 없다면 아무도 예수님께서 주님이 되신다는 것을 인정하거나 고백할 수 없을 것이다.

하나님은 중생의 은혜를 주시기 전, 사람의 마음을 가난하게 하사 마음 안에 악으로만 가득한 인간의 모습을 보게 하신다. 그것으로 애통을 일으키시고 지독한 자기 교만이 깨어져 자기 존재가 무너지도록 인도하신다. 이것이 회심 전 죄를 고통하게 하는 길로 인도하시는 하나님의 준비로 말할 수 있다.
그러므로 청교도 준비론은 알미니안주의나 로마 가톨릭에서 인간이 준비한다는 “준비주의”를 철저히 배격한다. 은혜 가운데 성령의 일반 사역이며 그 안에 인간의 책임을 말한다.
예레미야 4:3 “여호와께서 유다와 예루살렘 사람에게 이와 같이 이르노라 너희 묵은 땅을 갈고 가시덤불에 파종하지 말라”에 보면 참 회개에 수반되는 네 가지 조건 가운데 세 번째 조건을 말한다. ‘묵은 땅’ 은 옛 마음과 옛 삶을 상징하므로 ‘묵은 땅을 갈라’는 명령은 새로운 마음과 새로운 삶의 방식을 예비하라는 의미이다. 이것은 ‘너희 묵은 땅을 기경하라’ 는 호 10 : 12의 내용과 유사하다.
이 경작의 비유는 다음 절에 제시된 할례의 비유와 함께 새로운 삶으로의 근본적 변화라는 동일한 주제를 보여준다. 이 점에서 ‘가시덤불’은 낡은 옛 가치관과 삶의 모습을 상징하며 보다 직접적으로는 우상 숭배와 이교 의식에 빠진 타락한 삶을 가리킨다. 따라서 묵은 땅을 갈고 가시덤불에 파종하지 말라는 것은 가치관, 신앙, 삶의 개혁을 요구하는 것이다. 이를 예레미야 당시와 연결시키면 우상들을 따르며 하나님의 법을 거스르던 옛 삶에서 여호와만 섬기며 여호와의 말씀에 전폭적으로 순종하여 열매를 맺기 위한 준비를 갖추는 새로운 삶으로의 전향을 촉구하는 근본적인 회개의 요구를 나타낸 것이라 할 수 있다.

또한 청교도 준비론은 구원의 서정 가운데 중생 전의 과정, 즉 율법의 기능을 말한다.
리처드 멀러는 하나님의 은혜로 말미암는 각각의 역사를 구분했는데 그 가운데 청교도 준비교리인 ‘준비적 은혜’의 역사를 이렇게 설명한다: 자신의 무능력을 자각함으로써 그리스도께로 나아갈 마음을 가지게 되는 것이다. 이것은 율법을 통한 회심을 위한 준비이다.

대부분의 청교도들은 하나님께서 인간의 영혼에 복음을 심기 위한 준비의 도구로 율법을 사용하신다고 믿었다. 세례 요한 역시 하나님의 진노와 회개를 선포함으로 예수님이 오실 길을 예비했다. 은혜를 위한 준비 교리는 그들의 복음적 설교, 확신 교리, 개인적 경건의 기틀을 형성했다. 구원을 위한 이러한 준비는 하나님의 말씀의 진리를 통해 역사하시는 성령의 사역이다. 절대로 준비교리가 구원의 조건이 될 수 없다. 만약에 조건으로 여긴다면 바울이 갈라디아서에서 그토록 강하게 반대했던 행위 구원이라는 사고방식으로 되돌아가는 기독교 율법주의가 되는 것이다. 윌리엄 에임스의 표현대로 준비교리는 ‘마른 나무가 불에 잘 탈수 있도록 성령께서 그들을 준비해 주시는 것’이다. 구원은 오직 예수 그리스도의 대속, 의 뿐이다.

윌리암 퍼킨스는 율법이 신자를 겸손케 만들고난 뒤에, 복음이 오고, 믿음을 가져온다고 주장했다.
이것은 청교도의 칼빈주의 예정론에 대한 실제적 적용에 중요한 가르침이 되었다. 그들은 누가 구원받기로 선택되었지는 오직 하나님만이 아시지만, 믿음을 가진 자들안에 있는 교회 공동체 안에서는 구원의 증거가 보인다고 믿었다.  이런 증거에 대한 것은 언약교리와 회심이었다.
이들은 언약신학에 대해서는 하나님의 주권 아래서의 가르침이기 때문에 받아들이는 여부는 거부만 하지 않으면 문제가 되지 않지만 회심에 대해서는 달랐다.
회심에 대해서도 칭의와 성화라는 하이퍼-칼뱅주의의 율법폐기론에 대한 저항이 강해, 율법을 생활에 적용시키는 칼빈주의의 전통을 이어 받았지만, 칼빈주의는 율법의 역할에 대해 성화에 촛점이 있지만, 청교도들은 성화뿐만 아니라, 회심의 준비과정에 율법의 역할을 강조하였다.

2. 교부시대부터 종교개혁자들의 정통교리인 청교도 준비론
교부 아우구스티누스
준비론(preparation)이라는 용어는 하나님의 은혜에 대한 중세 교부학적 논의에 그 뿌리를 두고 있다. 청교도들보다 오래 전에 아우구스티누스는 은혜를 선택받은 백성을 불신에서 영광으로 이끄는 과정에 상응하는 일련의 점진적 단계로 설명했다.
아우구스티누스는 “인간에게 사랑을 먼저 베푸셨던 분은 누구신가? 그 사랑을 아무리 과소평가할지라도 의지를 준비시키시고, 그분의 역사로 인해 시작하신 일을 그분의 도우심으로 완성시키시는 분이 바로 하나님 아니신가? 하나님께서는 우리가 의지를 가질 수 있도록 일하시기 시작하셔서 우리가 의지를 가지게 될 때 하나님의 일을 이루신다.”(빌 1:6)라고 말했다.
아우구스티누스는 구원은 인간의 의지가 아닌 하나님의 뜻으로 말미암는 것이기 때문에(빌 2:13; 롬 9:16), 스스로를 준비시켜서 구원의 은혜를 받을 만한 공로를 세워야 한다고 주장하는 사람들을 비난했다. 그는 죄인들이 믿음, 소망, 사랑 가운데 자발적으로 영생을 추구해야 한다는 것을 확신했다. 하지만 그는 또한 하나님께서 인간의 자발적인 반응을 일으키신다는 것을 확신하면서 다음과 같이 말했다: “마음의 준비는 하나님께로부터 온다(잠 16:1).” 그는 “모든 역사는 하나님께 속해 있는데, 하나님께서는 인간의 의지를 의롭게 만드시고, 그 의지를 준비시키시며, 준비되었을 때 그 의지를 도우신다.... 이러한 준비는 비자발적인 마음을 자발적으로 만들며 자원하는 마음을 지닌 자에게는 그 의지를 효력 있게 만든다.”라고 기록했다.

종교개혁자 존 칼빈
칼빈은 하나님께서는 직접 인간을 준비시키셔서 그리스도를 믿게 하신다고 말했다. 칼빈은 그리스도께로 향하도록 하나님께서 죄인을 준비시키시는 한 예로, 삭개오가 예수님을 보기 위해 나무 위로 올라가는 간절함(눅 19:1-10)을 들었다. 그는 “여기서 아직 삭개오가 믿음을 지니지는 못했지만 이러한 간절함은 믿음을 위한 하나의 준비였다. 왜냐하면 그리스도를 보기를 아주 진지하게 갈망했던 마음은 하나님께서 주시는 감화로부터 비롯되기 때문이다.... 이러한 방식으로 하나님께서는 당신을 계시하시기 전에 종종 인간들에게 은밀한 갈망을 부여하시는데 이러한 갈망은 그들을 그분께로 인도한다.”기록했다.
칼빈은 율법이 하나님께서 우리를 각성시키시기 위해 사용하시는 하나의 도구라고 말했다. 칼빈은 신자들이 그리스도를 따르도록 인도하는 율법의 기능을 강조하기도 했지만 그는 또한 불신자들이 구원을 얻기 위해 그리스도께로 나오도록 하는 율법의 기능에 대해서도 가르쳤다. 그는 다음과 같이 말했다.
그러므로 율법은 한 사람도 예외[된] 자 없이 하나님 앞에 모든 이를 부른다. 율법은 아담의 모든 자손을 정죄하고, 그들이 하나님으로부터 내쳐져야 마땅한 존재라는 것과 지옥 불에 삼켜지는 것 외에 다른 어떤 것을 찾을 수도 없고, 어떤 다른 소망도 품을 수 없다는 것을 보여준다. 무엇보다 이것은 하나님의 율법이 우리에게 주어진 이유가 된다. 이제 하나님께서 천둥이 몰아치듯 우리를 심판하신다는 것을 안다면 우리는 주 예수 그리스도 안에서 베풀어지는 자비를 향하여 반드시 달려가야 한다...우리 안에는 단지 영벌밖에 없다는 것을 알아 겸비해진 마음으로 우리는 우리 주 예수 그리스도 안에 있는 구원을 구해야 한다.
칼빈은 도덕법의 세 가지 용도에 대해서 말했다. 데이비드 존슨은 이 세 가지 용도를 “예비적 용도, 보존적 용도, 회복적 용도”로 설명한다. 그는 “율법의 첫번째 용도는 죄인들이 그리스도 안에 있는 구원과, 특히 믿음으로만 말미암은 칭의를 간구하도록 준비시키는 것이다.”라고 말한다. 그는 사회에 대한 규제와 신자들을 위한 삶의 원칙으로써의 율법의 용도를 강조했음에도 죄인들을 그리스도께로 이끌기 위한 죄에 대한 깨달음과 정죄의 기능을 소홀히 다루지 않았다.
칼빈의 신명기 강해에서는 이렇게 준비론에 대해 말한다.
“우리가 우리 자신의 힘으로 이러한 일을 행할 수 없다는 것은 사실이기에 그분께서 성령으로 우리를 올바로 인도해 주셔야 한다. 그럼에도 불구하고 하나님께서는 우리에게 뚜렷이 다른 두 가지 은혜를 수여하신다는 사실이 언급되어야 한다. 하나는 우리가 준비되어 그분께 순종하는 데까지 나아가도록 우리를 인도하시는 은혜이다. 다른 하나는 우리를 깨우치셔서 그분의 뜻을 알게 되는 즉시 그분을 섬기는 지속적인 애정을 우리에게 부여해 주시는 은혜이다.... 인간이 믿음으로 이끌려오기 전에...그들은 미리 어떤 적절한 준비를 하게 된다.... 그들은 믿음은 없지만 믿음으로 가는 입구에 서 있다.... 그렇다면 이러한 내적 움직임이 인간으로부터, 혹은 인간이 가지고 있는 본성으로부터 나오는가? 그렇지 않다. 그들의 마음을 움직이는 것은 하나님의 역사이다. 그분께서 성령의 은혜로 말미암아 그들의 마음을 준비시키신다....
하나님께서는 미리 가르치셔서 그것을 행할 수 있도록 준비시키시는 것이다. 당신은 그것이 하나님의 부여하신 하나의 은혜라는 것을 알게 된다. 하지만 그럼에도 불구하고 하나님께서는 우리에게 그것을 행하는 것이 우리의 의무라는 것을 보여 주신다. 비록 우리가 그것을 우리 자신의 능력으로 행할 수 없음에도 말이다.

이와 같이 칼빈은 하나님의 준비적 은혜는 믿음으로 가는 길로 인도해 준다는 것과 하나님만이 그 일을 하실 수 있음에도 회심하지 않은 자의 의무는 이러한 준비를 추구하는 것임을 분명히 확신했다.

## 영국 청교도 준비론자

### 리차드 그린햄
죄인의 마음은 썩어있기 때문에 그의 마음과 양심을 진정한 거룩함을 담기 위해서 자신을 준비해야 한다고 주장했다. (시편 119:112 내가 주의 율례를 길이 끝까지 행하려고 내 마음을 기울였나이다.) 각자가 마음의 껍질을 할례를 해야한다고 주장했다.

### 리차드 로저스
리차드 그린햄과 동일한 주장을 폈지만, 그는 한 단계 더 나아가 마음의 상태를 세분화하였다.  즉, 마음이 불신으로 가득차고, 악으로 빠지기 쉽다고 주장했다.  그렇기 때문에 그는 회심이 완전하게 사람의 마음을 깨끗하게 하지 못하고, 그들이 회심되지 못하게 될까봐 걱정과 근심에 빠지게 된다고 주장하였다.  이러한 불확실성은 성령의 사역을 전혀 눈치채지 못하게 만든다고 주장하였다.  이런 상태에 있기 때문에, 첫째로 그는 반드시 율법을 설교하여야 마음에 찔림을 갖게 되고, 그들의 죄가 관영함을 깨닫게 되며 그 때서야 긍휼과 용서를 구하게 된다고 주장하였다.  둘째로는 주님께서 그를 자신의 상태에 보다 깊이 들어보고 고민하는 단계에 들어서며, 세째로는 자신에 대해 하나님 앞에서 비참함을 느끼게 된다는 것이다.  마지막 단계에서는 하나님께서 성령의 역사를 통해 그의 마음에 등불을 일으켜서 갈증을 느끼게 하고, 긍휼을 갈망하며, 하나님을 욕되게 한 것에 대해서 슬픔을 느낀다는 것이다.  그 때에서야 구원의 은혜가 가에게 심겨진다.  그 뒤에 은혜를 확신하게 된다.

### 윌리암 퍼킨스
퍼킨스는 이중예정론적인 구원론을 가졌지만, 그에게도 준비론적인 경향이 있었다.  그는 구원을 얻기 위해 성령님의 도우심이 우선되지만, 그 과정에서 죄인의 역할도 필요함을 역설하였다.  그는 준비에 해당하는 일을 두 가지로 나뉘었는 데, 하나는 준비의 시작이며 다른 하나는 양심의 가책의 시작이었다.  앞의 것은 율법의 사역으로 불렀으며, 은혜의 역할이 아닌 반면에, 후자는 은혜적이고, 진정한 회심에 이르게 한다.  유기된 자는 앞의 것만을 체험하지만, 선택된 자는 나중의 것도 체험한다.

### 윌리엄 에임스
에임스는 죄인이 구원의 은혜를 준비하기 위해서 율법의 역할을 강조하였다.  그는 죄인을 구원하는 데는 엄청한 작업이 필요한 데, 그것은 그를 영적으로 준비시키는 것이다라고 말했다.  그것은 회개와 자백과 기도로 하나님께 불확실한 자신의 의지를 바치는 것을 포함한다. 그는 칼빈주의 정통파인 프란치스코 호마루스와 요하네스 마코비우스가 말하는 예정론과는 달랐다.  이런 의미에서 에임스는 정통파의 자리에서 떠났다.

### 리차드 십스
십스는 "영적인 따스함"의 역할에 대하여 말하였다. 그는 설교를 듣는 청중이 마음이 변화할 수 았는가에 대하여 의문을 품었고, 그의 신학은 진리를 떠나지 않고, 마음을 뜨겁게 하는 것이었다.  그는 퍼킨스와 달리, 준비와 양심의 가책의 구별을 하지 않았다.  그는 유기된 자가 설교에 저항할 때, 성령은 그를 저항한다고 설명하지만, 선택된 자에게는 내적인 성령의 은혜사역이 마음에 일어나 불가항력적이라고 설명하였다.  그의 저서인 상한 갈대에서 신자가 영적인 준비를 해야 하며, 이것은 죄인이 성령과 함께 하여야 하는 일이기도 하다.  구원을 준비하는 사람은 자신의 마음을 부드럽게 하여 성령에게 항복하도록 보다 열려져야 한다.  십스는 알미니안주의의 저항적 은혜에 너무 가까이 갔다는 지적이 있다.   프티트는 그의 저서에서 십스가 자연인에게 가장 많은 능력을 주는 준비론의 극단적 형태라고 주장하였다.

### 존 플라벨
청교도 존 플라벨 목사는 회심의 결단을 준비하는 일에 대하여 반드시 율법의 필요성을 강조하였다. 은혜의 방도 20장에서 로마서 7:9 '전에 율법을 깨닫지 못했을 때에는 내가 살았더니 계명이 이르매 죄는 살아나고 나는 죽었도다' 설교에서 중생하지 못한 자가 율법을 깨닫지 못함에도 불구하고 기뻐하는 모습에서 율법을 알았을 때는 슬퍼하고 비참해진다는 것에 착안했다.

#### 회심의 단계
1. 지성을 깨움, (Illumination of the mind)
2. 양심의 확신 (conviction of the conscience)
3. 감정이 흔들림( compunction of the affections)

## 반론
페리 밀러는 그의 저서인 17세기 뉴잉글랜드의 지성( The New England Mind)에서 청교도의 회심론은 토마스 후커에서처럼 나타나지만, 장 칼뱅의 가르침과는 다르다고 주장하였다. 밀러는 결론적으로 청교도의 회심론은 하나님의 주권을 훼손한다고 주장하였다.  칼빈주의자인 윌리엄 펨블은 토마스 후커에 대해 아르미니우스주의의 한 변형이라고 강하게 비판하였다.   밀러에 의하면 존 코튼을 제외한 대부분의 청교도들은 토마스 후커를 따랐다고 주장한다.

## 같이 보기
- 기독교 신학